# Копылов, Георгий Александрович
Георгий Александрович Копылов (1899—1976)— советский хозяйственный и военный деятель, инженер-полковник.

## Биография
Родился 4 мая 1899 года в деревне Лукинская (ныне Харовский район, Вологодская область).
С 1919 года — на военной службе и хозяйственной работе. В 1919—1960 годы — участник Гражданской войны, инспектор по вооружению артиллерийского отдела ОКДВА, помощник по технической части командира артиллерийского полка, помощник по технической части начальника артиллерийского полигона, преподаватель артиллерийских курсов усовершенствования комсостава РККА, помощник начальника отдела стрельбы и войсковых испытаний Артиллерийского стрелково-тактического комитета начальника артиллерии РККА, начальник отделения Главного управления вооружения гвардейских минометных частей, начальник отдела начальника реактивного вооружения. Член ВКП(б).
Умер в Москва 5 января 1976 года.

## Признание
- Сталинская премия первой степени (1943)— за разработку новых типов вооружения
- ордена и медали